# Chapelle Saint-Nicolas de Priziac
Pour les articles homonymes, voir Chapelle Saint-Nicolas.
La chapelle Saint-Nicolas  est située à Priziac. L'édifice est surtout remarquable car il renferme un superbe jubé en bois polychrome datant du XVIe siècle.

## Localisation
La chapelle est située à Priziac en un lieu totalement isolé. Les habitations les plus proches sont distantes de cinq cents mètres ; il s'agit du village de Kerviguen, situé au sud du bourg.

## Historique

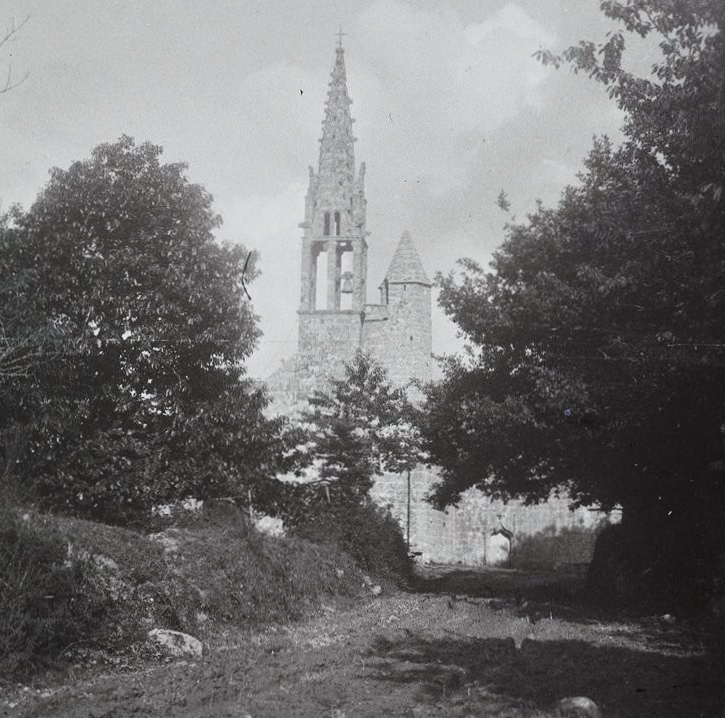
La chapelle Saint-Nicolas de Priziac en 1930.

La mention la plus ancienne de la chapelle date de 1516. Cette année-là, un conflit éclate entre Pierre Le Scanff, seigneur du Dréors et des terres de Kerviguen où est bâtie la chapelle, et Yvon Le Digoedel, seigneur de Kerlen, fondateur et constructeur ; tous deux revendiquent les droits de prééminence. L'arbitrage confirme la supériorité des seigneurs du Dréors et leurs armes ont figuré jusqu'à la révolution sur le pignon ouest.
Le jubé a été commandé en 1565, à la naissance de Nicolas de Talhouët, fils de Jean de Talhouët, seigneur de Cremenec et de Françoise Le Scanff, dame héritière de la seigneurie du Dréors.
Le jubé a été peint en 1580, et repeint en 1768. L'inscription sur le jubé : « l'an 1680 fut peint sclt letrin catherin le schanff noble damoesel fille du dréor dame de morgant fut bone fioe », a sans doute été mal restaurée. Il faut lire 1580 et non 1680.
La chapelle Saint-Nicolas de Priziac fait l’objet d’un classement au titre des monuments historiques depuis le 28 octobre 1922.

## Architecture
La chapelle Saint-Nicolas de Priziac est construite en forme de croix latine. Son chevet plat est à grande fenêtre axiale. Sa nef, son chœur et son transept à vaisseau unique, couverts d'une charpente lambrissée en plein cintre. Le clocher est constitué d'une tour élancée, aux larges baies à tympan ajouré, surmontée d'une flèche dont les rampants sont garnis de crochets.

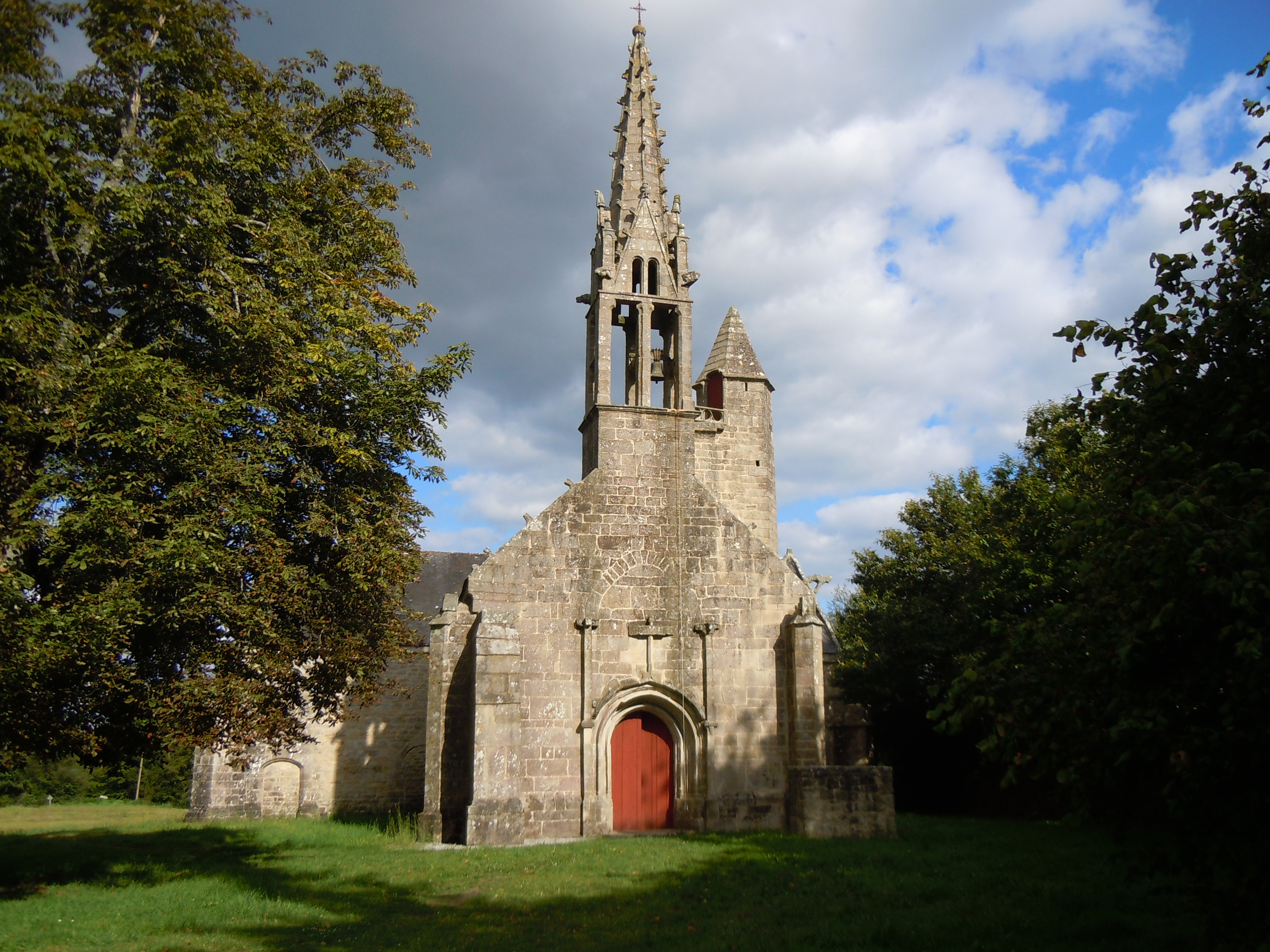
la façade occidentale avec le clocher
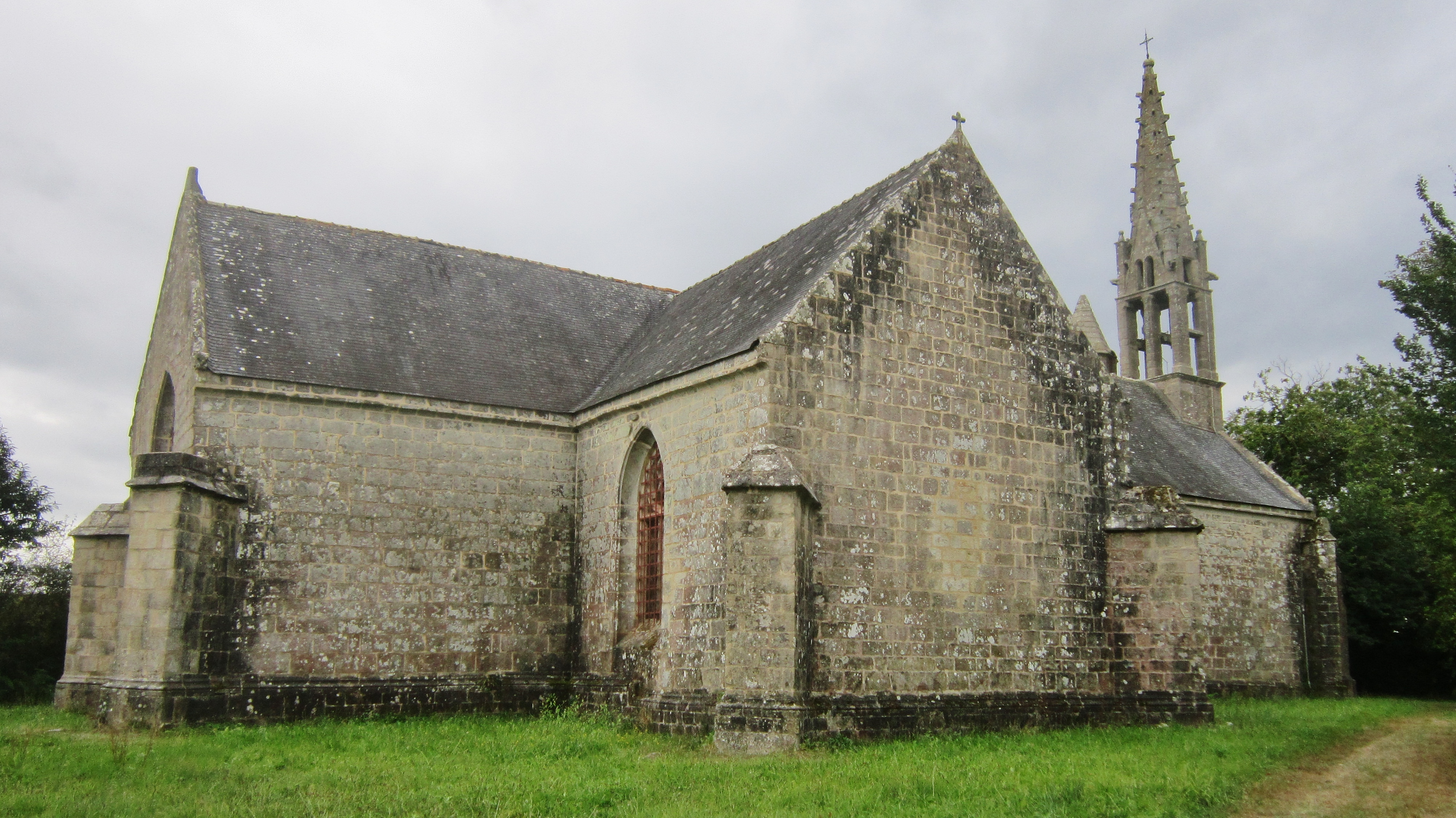
Chapelle Saint-Nicolas de Priziac : vue extérieure d'ensemble.

## Le mobilier
La chapelle possède un jubé en bois polychrome daté de 1580. Du côté du chœur, le parapet est orné des statuettes des douze apôtres que séparent des cariatides. De l'autre côté, neuf panneaux en haut relief représentent la légende de saint Nicolas et, entre autres, celui dans lequel le saint est accompagné d'un baquet où se trouvent trois enfants nus et les mains jointes (probablement le baquet représente ici les fonts baptismaux, dans lesquels sont placés trois catéchumènes). Des motifs Renaissance, où l'on voit des armes, garnissent les arcades de la claire voie. D'un côté, un « écu de sable à la croix engreslé d'argent » est l'écu de Yves Le Scanff, seigneur de Dréors et de l'autre un « mi parti du Dréors et d'un lion rampant d'argent, armé, lampassé et couronné de gueules sur fond d'azur » rappelle Pierre Le Scanff et Jeanne du Juch. Sans valoir celui de Saint-Fiacre, le jubé de Saint-Nicolas est un des plus beaux de Bretagne.

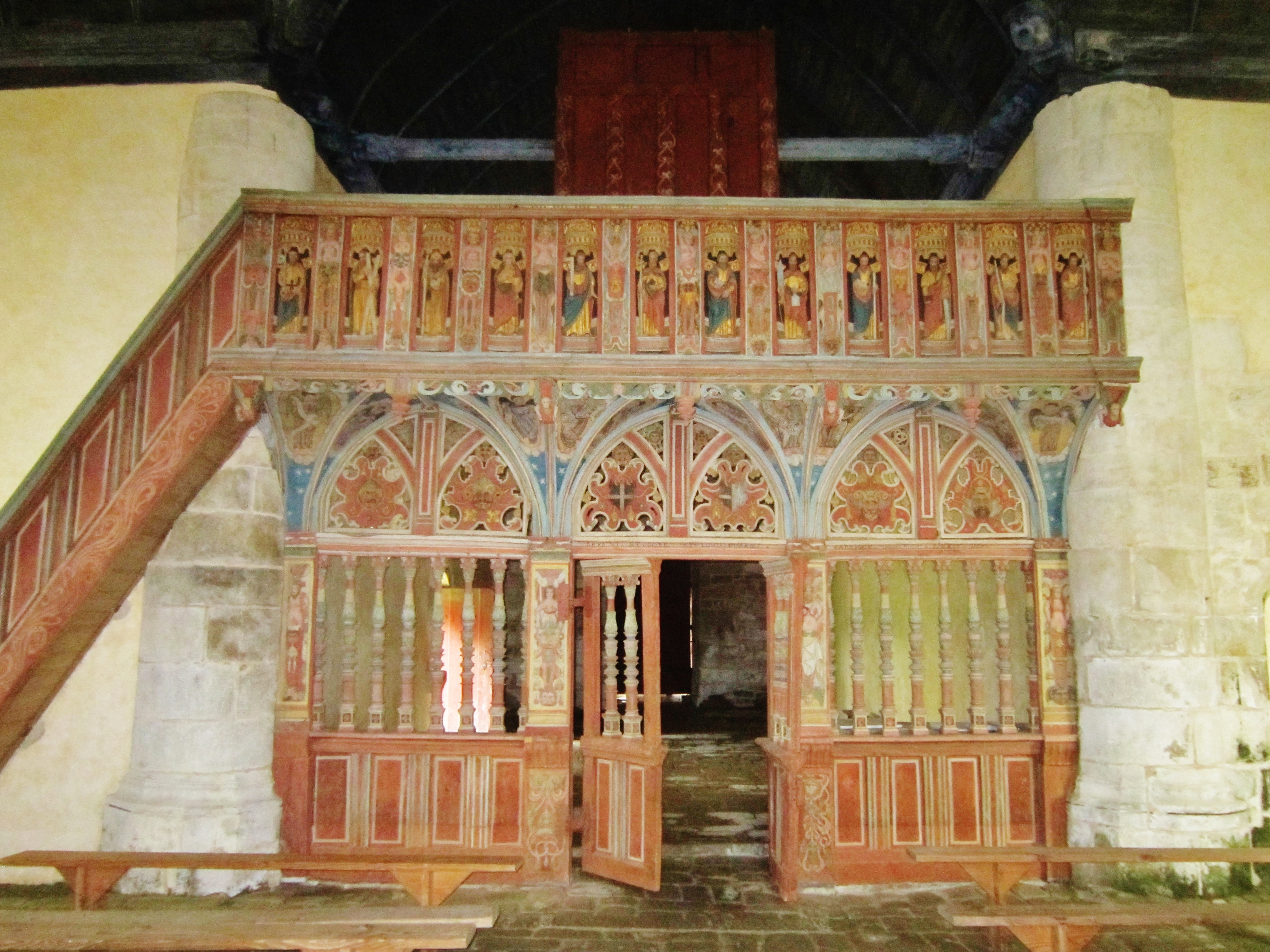
Chapelle Saint-Nicolas de Priziac : le jubé.
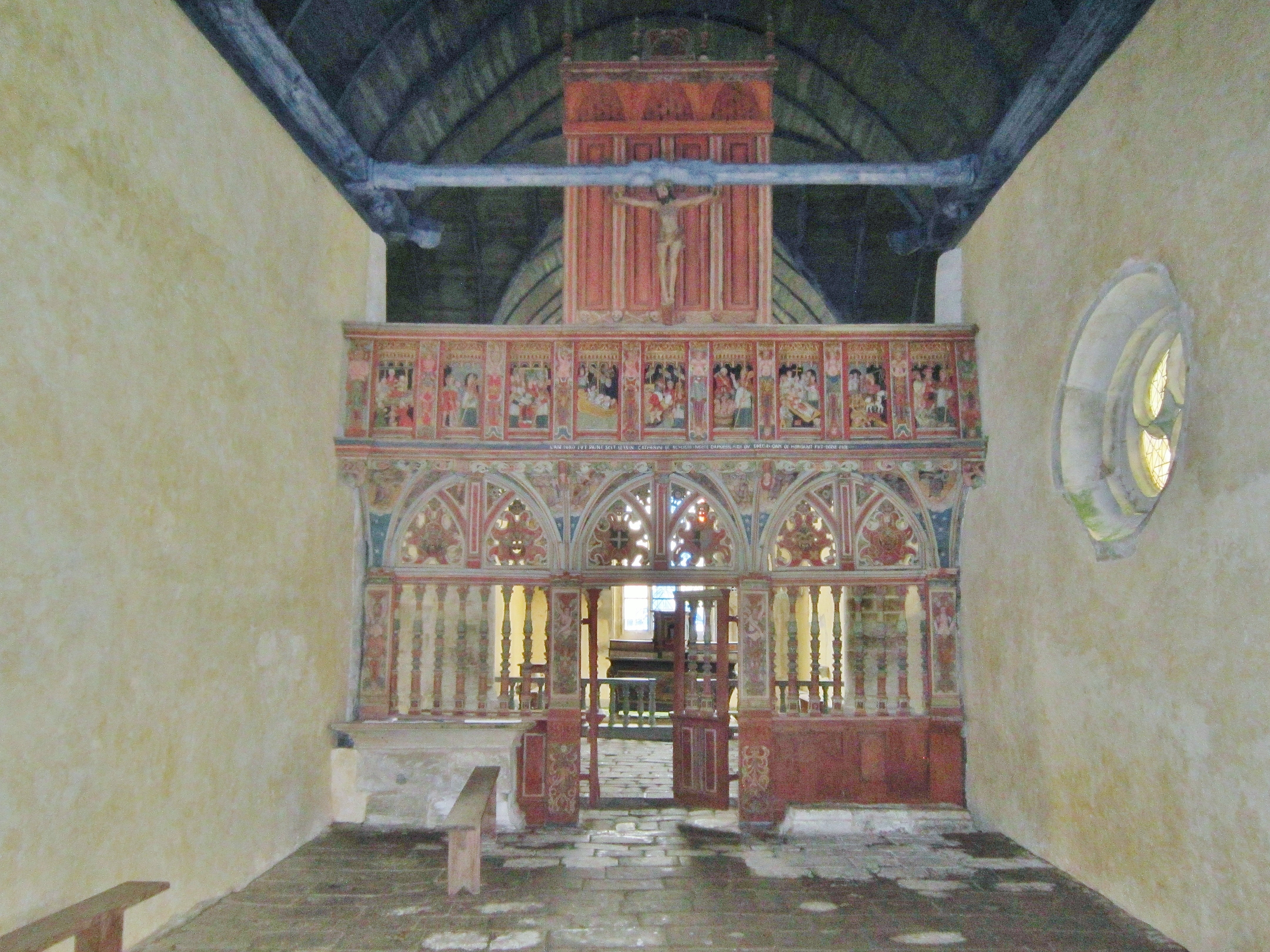
Chapelle Saint-Nicolas de Priziac : le jubé (autre face).
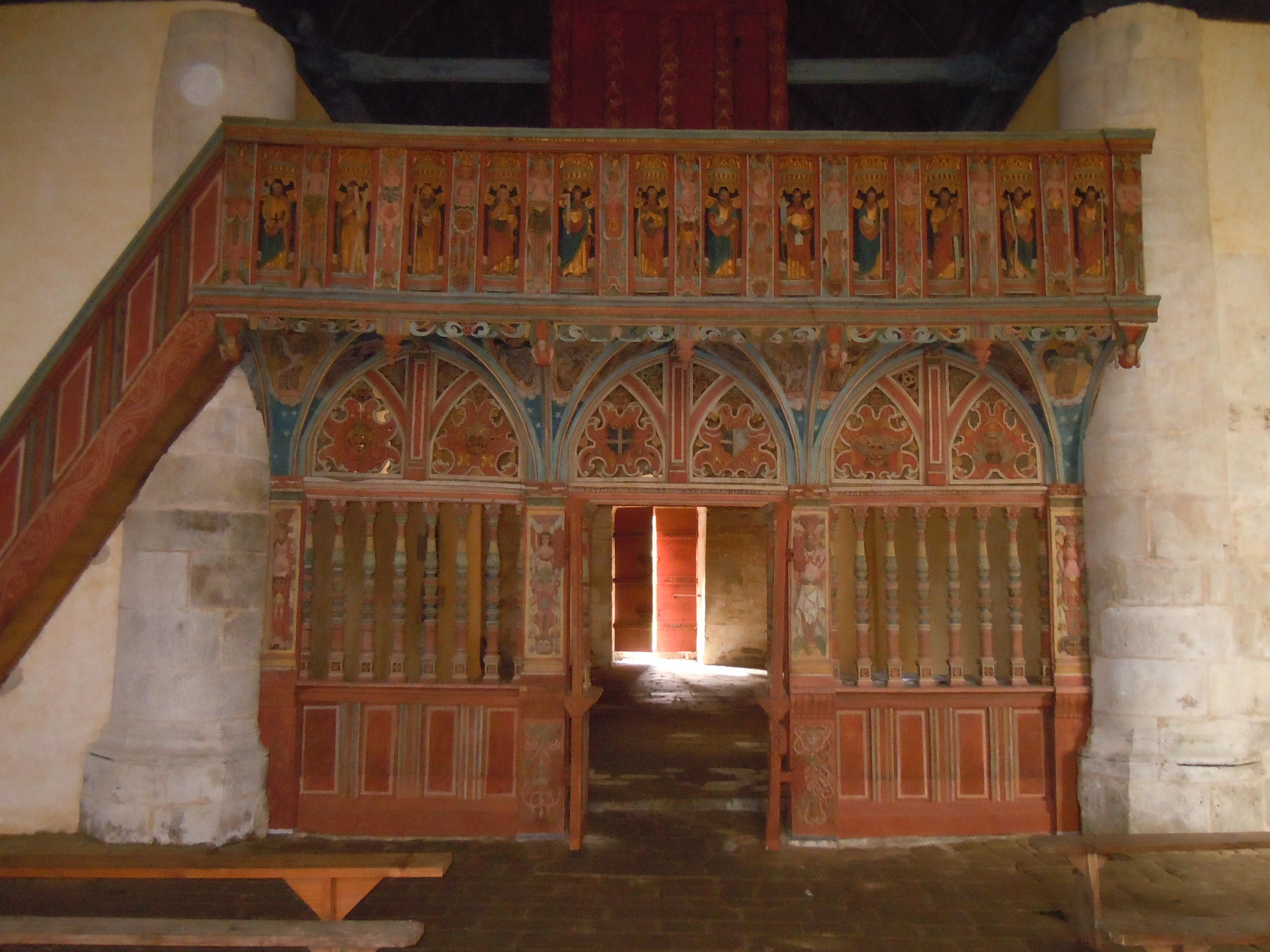
élévation est du jubé.
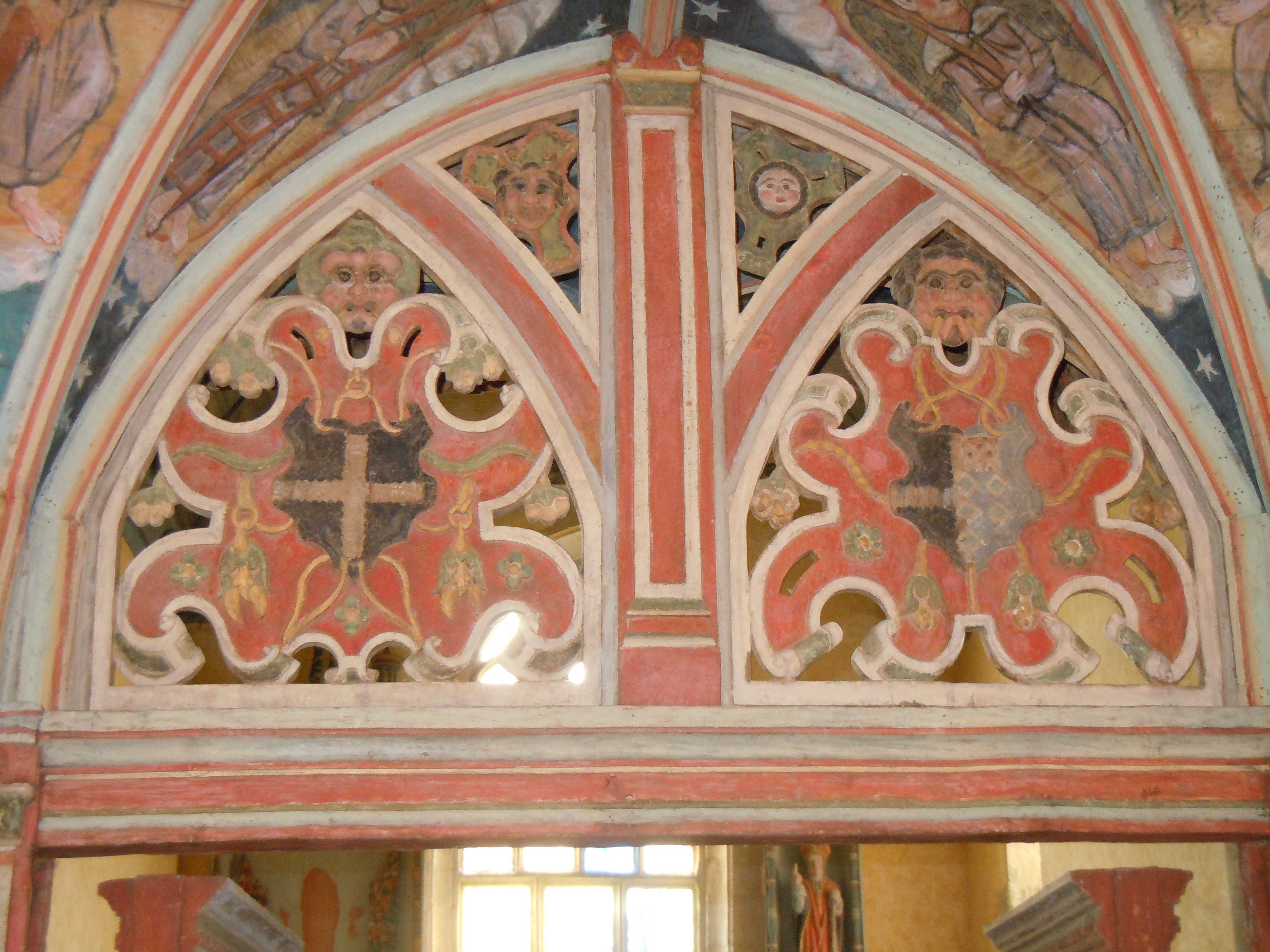
détail du jubé, blason entier des Le Scanff et mi-parti Le Scanff De Guer.

La chapelle possède aussi une roue à carillons et diverses statues.

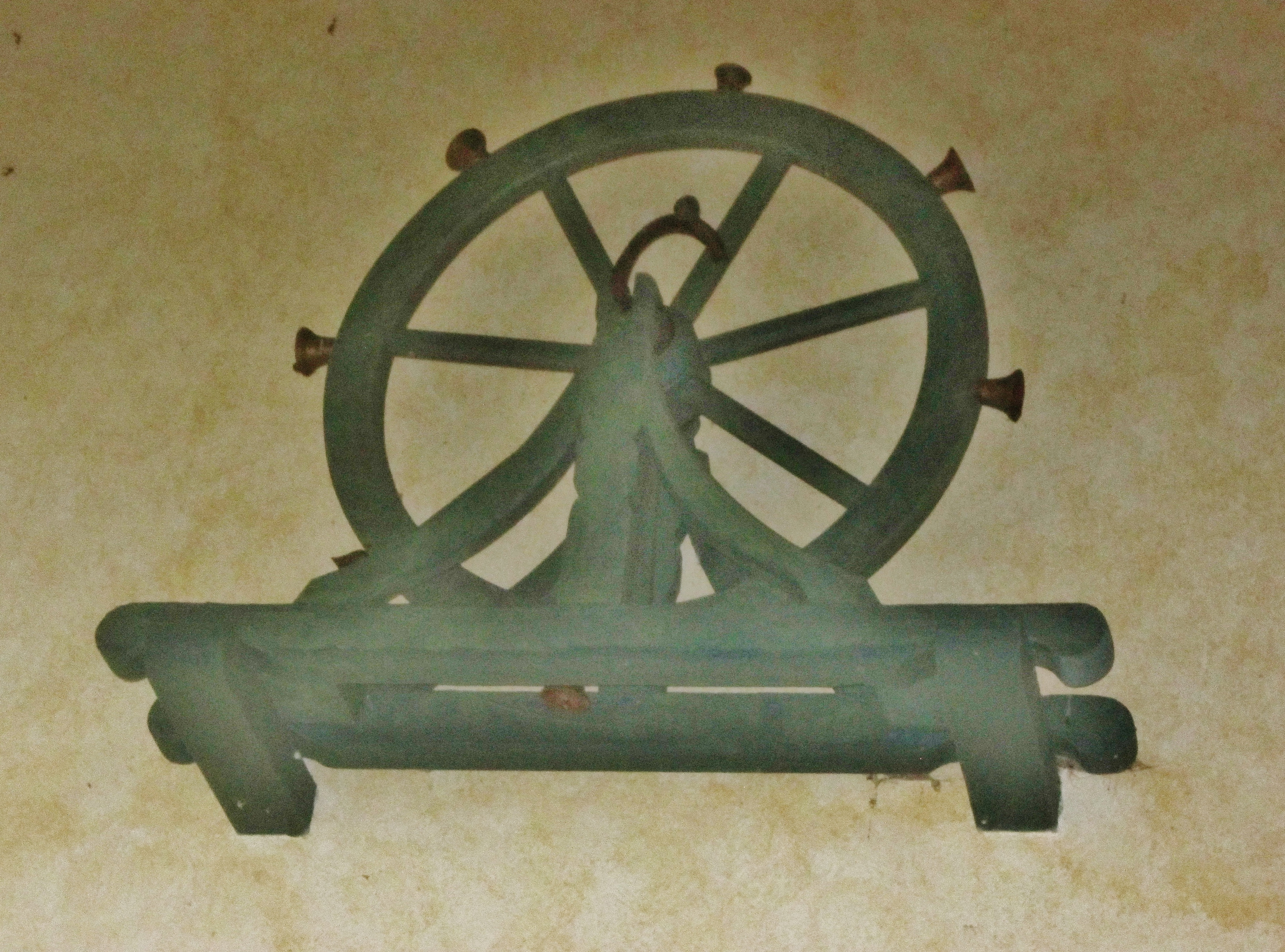
Chapelle Saint-Nicolas de Priziac : la roue à carillons.
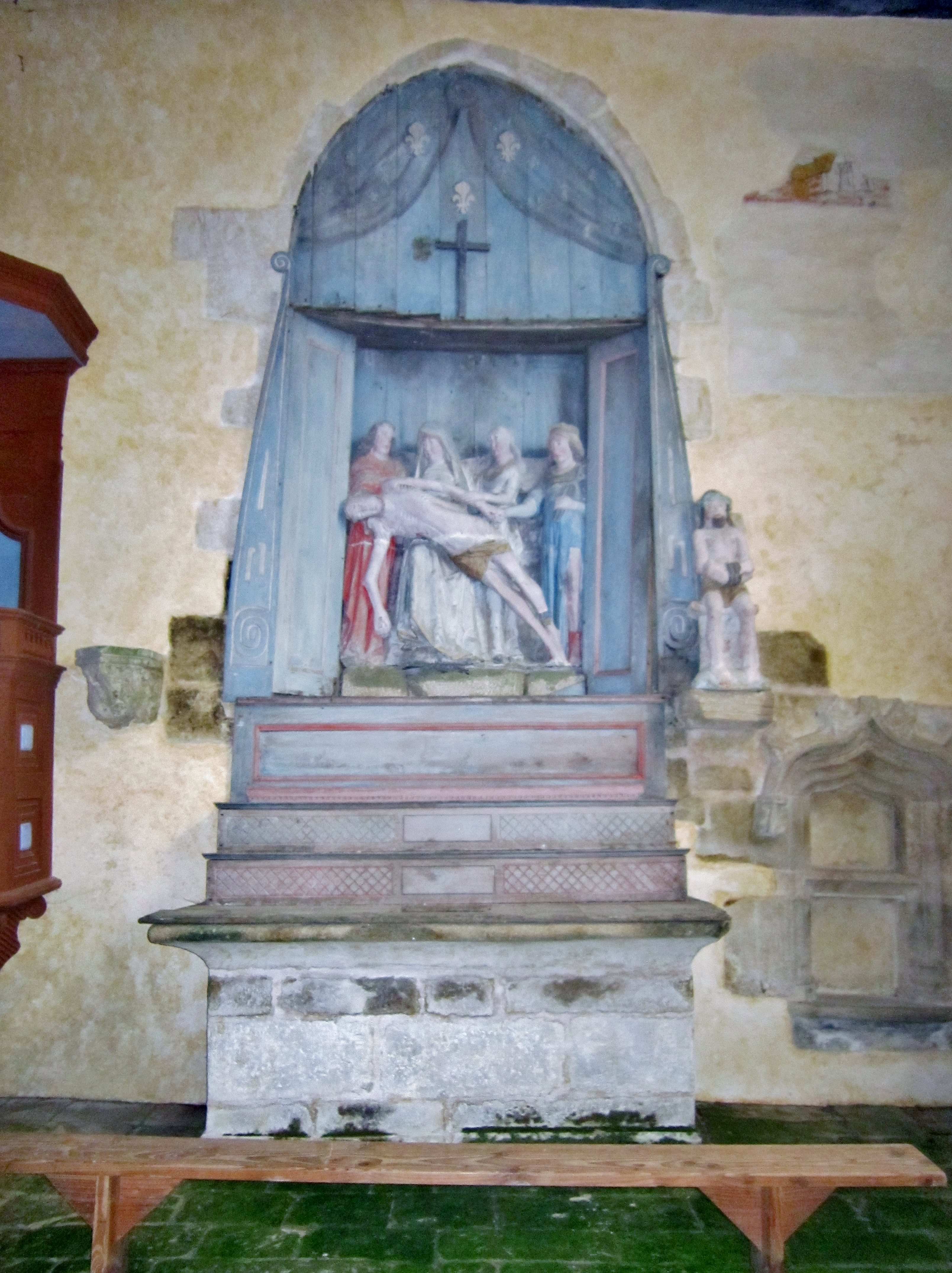
Chapelle Saint-Nicolas de Priziac : descente de Croix.
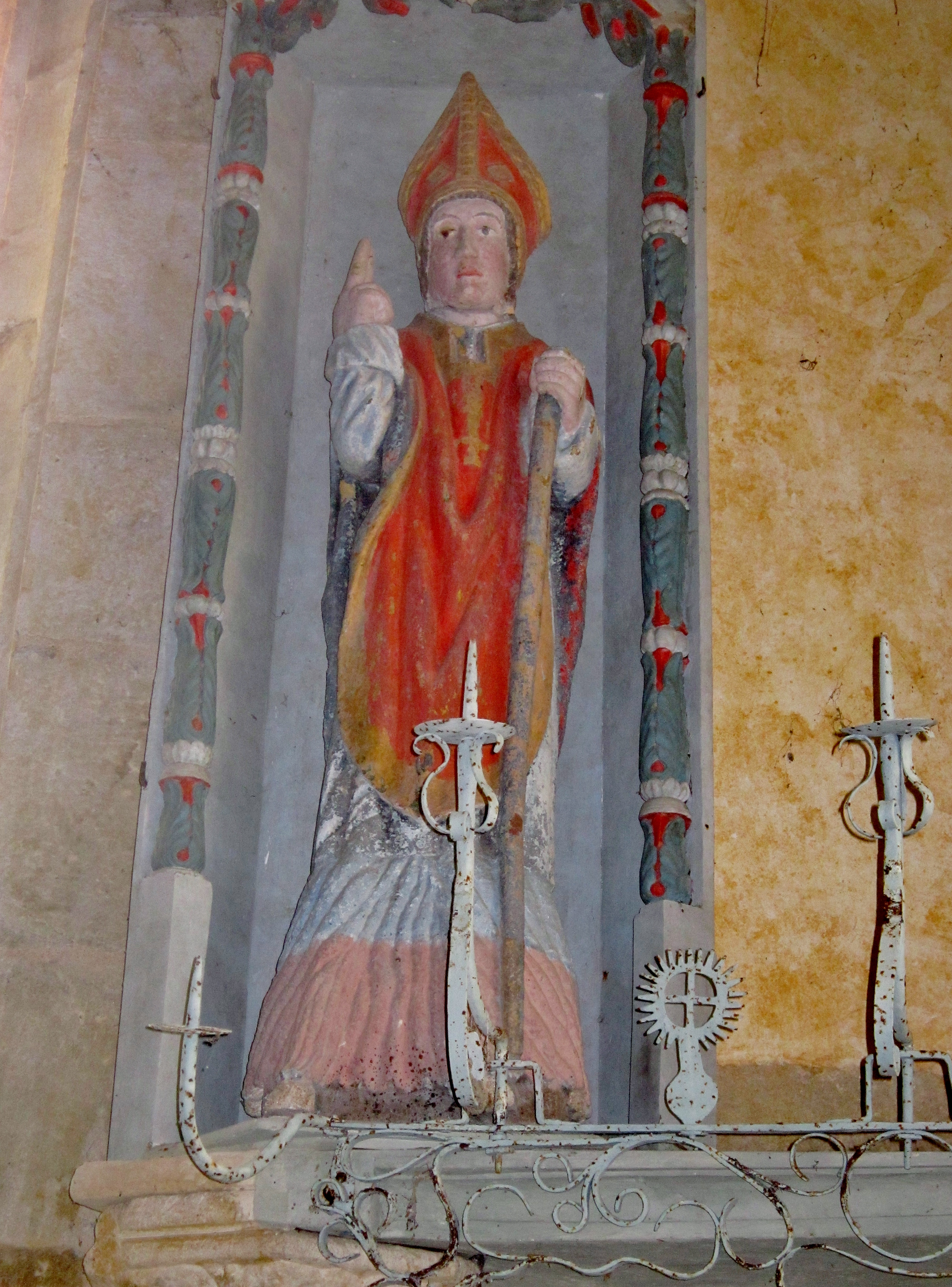
Chapelle Saint-Nicolas de Priziac : statue de saint Nicolas.

## Vitraux
Les vitraux actuels de la chapelle ne sont pas les vitraux d'origine du XVe siècle. Avant la Seconde Guerre mondiale, l’inspection des Monuments historiques a missionné Jean-Jacques Grüber, un maître verrier, pour sauvegarder les vitraux anciens de bâtiments religieux et les restaurer. Pendant la guerre, les vitraux d'origine de la chapelle ont donc été placés en lieu sûr avant de disparaître sans traces. En 1978, une caisse contenant les vitraux de la chapelle a été retrouvée au dépôt des monuments historiques. À la suite d'une lecture erronée du libellé de la caisse, cette dernière a été expédiée à Trizac dans le Cantal au lieu de Priziac dans le Morbihan. Les superbes vitraux du XVe siècle représentant la légende de la cane de Montfort racontée par Chateaubriand dans ses Mémoires d'outre-tombe sont désormais des vitraux de l'église de Trizac depuis 1994,.

## LaPistolance, ancienne tradition du pardon
Le pardon de Saint-Nicolas était renommé. Autrefois la cérémonie était nommée Pistolance, altération des mots Prince d'Orange, ce qu'ignoraient depuis des lustres les fidèles. On peut bien sûr se demander quel peut être le lien entre un stathouder de Hollande et la chapelle Saint-Nicolas : la fausse nouvelle de la mort supposée de Guillaume d'Orange, ennemi du roi de France Louis XIV, lors de la bataille de la Boyne donna lieu à des réjouissances publiques dans le royaume de France, se répandant même dans certaines campagnes. À Priziac, sans doute en raison de l'isolement, la tradition perdura ; le jour du pardon, on plaçait l'effigie du Prince d'Orange en haut d'un mât entouré de fagots, on mettait le feu au bûcher, un tireur adroit renversait d'un coup de fusil l'effigie du prince, dont on se partageait les dépouillée avec un acharnement qui provoqua parfois des accidents mortels. Cette coutume commencée en 1690 se prolongea jusqu'en 1828.